# Todd Gitlin

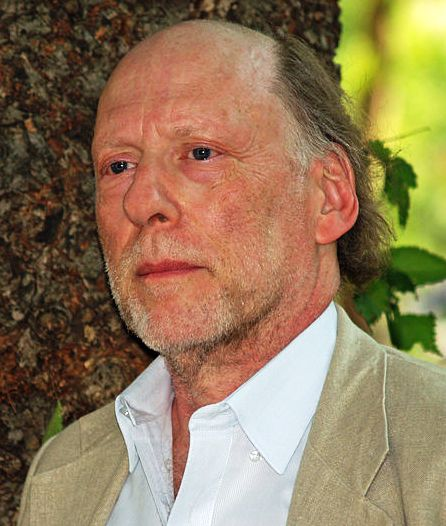
Todd Gitlin (2007)

Todd Gitlin (* 6. Januar 1943 in New York City; † 5. Februar 2022 in Pittsfield, Massachusetts) war ein US-amerikanischer Soziologe mit dem Themenschwerpunkt Mediensoziologie und ehemaliger Sprecher (Vorsitzender) der Students for a Democratic Society, einer Organisation der 68er-Bewegung.

## Werdegang
Gitlin wurde an der Harvard University, der University of Michigan at Ann Arbor und der University of California at Berkeley ausgebildet.
Gitlin war 1963 als Präsident der «Students for a Democratic Society» (SDS) bekannt geworden. Die linke Organisation spielte eine wichtige Rolle bei der Protest-Bewegung gegen den Vietnam-Krieg. Gitlin blieb jedoch stets ein unabhängiger Geist, der in zahlreichen Büchern auch kritisch gegenüber der Linken war. Bereits in den 1990er Jahren warnte Gitlin vor den Gefahren der «Identitäts-Politik», die ethno-kulturelle Anliegen über breitere, gesellschaftliche Ziele stelle. Während die Linke nach 1968 fleißig dabei gewesen sei, «die Englisch-Seminare an Unis zu übernehmen», hätte die machtbewusstere Rechte Amerikas unter Nixon und Reagan die Regierung übernommen. Er hatte sich bereits beim SDS für die Überwindung der Apartheid in Südafrika engagiert und blieb bis in die letzten Monat als Organisator einer Gruppe von Denkern aktiv, die trotz unterschiedlicher Standpunkte gemeinsam gegen die Attacken von Republikanern auf die amerikanische Demokratie vorgehen wollen.
Von über 20 Buch-Publikationen gilt «The Sixties: Years of Hope, Days of Rage» von 1987 als das wichtigste und einflussreichste.
Nach Professuren in Berkeley und an der New York University lehrte Gitlin an der Columbia University und war ständiger Kolumnist von The American Prospect und der Website opendemocracy.org. Neben Sachliteratur verfasste er auch Belletristik.
Im Frühjahr 2011 war Gitlin Bosch Fellow an der American Academy in Berlin.
Im Oktober 2016 veröffentlichte er gemeinsam mit Peter Beinart, Michael Walzer, Edward Witten, Adam Hochschild u. a. einen offenen Brief in The New York Review of Books, der zu einem gezielten Boykott israelischer Siedlungen in den besetzten Gebieten aufforderte.
Er heiratete dreimal. Die erste Ehe mit Nancy Hollander wurde 1964 geschieden und die zweite mit Carol Wolman 1976. Die dritte Ehe mit Laurel Ann Cook dauerte von 1995 bis zu seinem Tod. Gitlin starb im Februar 2022 im Alter von 79 Jahren.

## Bibliographie (Auswahl)
- Myths and Reality in Greece. in David Horowitz Hg. Revolution and containment. London 1968; deutsch Strategien der Konterrevolution. März-Verlag, Reihe März-Archiv, 4.
  - deutscher Auszug: Aggression oder Widerstand. Der Beginn des Bürgerkriegs in Griechenland. in März-Texte 1 und Trivialmythen, Area, Erftstadt 2004, S. 53–58.
- Uptown: Poor Whites in Chicago (1970) ISBN 0-06-090235-3.
- Busy Being Born (1974) ISBN 0-87932-073-7.
- The Whole World is Watching: Mass Media in the Making and Unmaking of the Left (1980) ISBN 0-520-23932-6.
- Inside Prime Time (1983) ISBN 0-520-21785-3.
- The Sixties: Years of Hope, Days of Rage (1987) ISBN 0-553-37212-2.
- Watching Television, editor (1987) ISBN 0-394-54496-X.
- The Murder of Albert Einstein. (1992) ISBN 0-553-37366-8 (Roman).
- The Twilight of Common Dreams: Why America is Wracked by Culture Wars (1995) ISBN 0-8050-4091-9.
- Sacrifice (1999) ISBN 0-8050-6032-4 (Roman).
- Media Unlimited: How the Torrent of Images and Sounds Overwhelms Our Lives (2002) ISBN 0-8050-7283-7.
- Letters To a Young Activist (2003) ISBN 0-465-02738-5.
- "Varieties of Patriotic Experience" in The Fight Is for Democracy: Winning the War of Ideas in America and the World, ed. George Packer (New York: Perennial, 2003). ISBN 0-06-053249-1.
- The Intellectuals and the Flag (2006) ISBN 0-231-12492-9.